# Мосейкин, Александр Николаевич
Александр Николаевич Мосейкин (бел. Аляксандр Мікалаевіч Масейкін, род. 1 марта 1961, Кричев, БССР, СССР) — белорусский советский гандболист. Игрок минского клуба СКА (1978—1990). В 1981 году в составе сборной СССР стал серебряным призёром юниорского чемпионата мира в Португалии. Вместе со СКА шесть раз выигрывал чемпионат СССР, трижды Кубок СССР, стал двукратным обладателем Кубка кубков и трёхкратным победителем Кубка европейских чемпионов. Заслуженный мастер спорта СССР (1989). Один из лучших гандболистов в истории СКА.

## Биография
Родился 1 марта 1961 года в городе Кричеве. На протяжении четырёх лет ходил в баскетбольную секцию. Был замечен тренерами юношеской сборной области и приглашён на сборы баскетболистов в Могилёв, но был отчислен по причине слабой подготовки и неудовлетворительных физических данных. Тем не менее, инструктор-методист могилевской областной ДЮСШ Лев Рабинович уговорил Александра заняться гандболом и позже отвёз того в Минск к гандбольному тренеру Спартаку Мироновичу. Александр Мосейкин был зачислен в интернат, где жил и тренировался. Однако, вскоре разочаровался в гандболе и увлёкся рыбалкой, но по настоянию Юрия Шевцова вернулся к тренировкам.
С 1978 года играл в минском клубе СКА, где имел прозвище «Дед» и «Мосей». В 1981 году в составе сборной СССР стал серебряным призёром юниорского чемпионата мира в Португалии. Вместе со СКА шесть раз выигрывал чемпионат СССР, трижды Кубок СССР, стал двукратным обладателем Кубка кубков и трёхкратным победителем Кубка европейских чемпионов. С 1987 года начались проблемы со спиной. В 1989 году стал Заслуженным мастером спорта СССР, а в 1990 году ушёл из СКА. В 1991 году был приглашён в Германию на должность играющего тренера в команду одной из низших лиг, но был вынужден вскоре уйти из-за проблем со здоровьем.
После завершения спортивной карьеры работал водителем грузовика. Короткое время занимался тренерской работой. После около десяти лет ремонтировал стиральные машины. Последнее время живёт отшельником на хуторе около деревни Ивезянка Дятловского района Гродненской области. Занимается хозяйством, разводит животных.
Был женат, развёлся в конце 90-х годов. В браке родились две дочери. Младшая дочь умерла в детстве от укуса клеща. Старшая, Наталья Мосейкина, вице-чемпионка мира по художественной гимнастике, занимается журналистикой.